# Prostore
Der ukrainische Ort Prostore (ukrainisch Просторе) geht auf das russlandmennonitische Dorf Grossweide zurück.

## Grossweide
Grossweide wurde im Mai 1820 von 22 friesischen Mennonitenfamilien aus Westpreußen gegründet und nach dem Auswanderungsort benannt, heute Pastwa bei Mewe. Das Land wurde von Johann Cornies gepachtet und den Nogai Stämmen als Weideland zur Verfügung gestellt. Das Land lag südöstlich des Flusses Sissikulak. 1848 standen hier sechs Backsteinhäuser. 1908 lebten hier 427 Menschen und es gab zwei Windmühlen und eine motorisierte Mühle. Die Siedlung wurde im Zweiten Weltkrieg von der Roten Armee niederbrannt, nach  dem Krieg war hier Zentrale der Kolchose Prostornoje. Es sind nur wenige Mennonitenbauten übrig geblieben.

## Waisenhaus
Ein zweistöckiges Ziegelhaus wurde 1912 rur Unterbringung von Waisenkindern umgebaut. Das Waisenhaus wurde für die Anzahl von Waisenkidnenrzu klein und zog in das Anwesen Steinbach. 1934 wurde im vormaligen Waisenhaus eine Schule untergebracht.